# Sorin Ghionea
Sorin Ghionea (Galați, 11 maggio 1979) è un ex calciatore rumeno, di ruolo difensore.

## Palmarès

### Club

#### Competizioni nazionali
- Campionato rumeno: 2

Steaua Bucarest: 2004-2005, 2005-2006
- Supercoppa di Romania: 1

Steaua Bucarest: 2006